# Eresus yukuni
Espèce
Eresus yukuni est une espèce d'araignées aranéomorphes de la famille des Eresidae.

## Distribution
Cette espèce est endémique du Xinjiang en Chine,. Elle se rencontre dans le district de Saybagh.

## Description
Le mâle holotype mesure 6,48 mm.

## Étymologie
Cette espèce est nommée en l'honneur de Kun Yu.

## Publication originale
- Lin, Li, Zhao, Chen & Chen, 2022 : « Two new Eresus species (Araneae, Eresidae) from Xinjiang, China. » Biodiversity Data Journal, vol. 10, no e94853, p. 1-11.